# Hystricognathi
Infra-ordre
Les Hystricognathes (Hystricognathi) sont un infra-ordre de rongeurs qui rassemble les hutias, les cobayes, les maras, les viscaches, les chinchillas, les agoutis, les porcs-épics, les octodons, un certain nombre de rats, etc.

## Description
Les Hystricognathi se distinguent des autres rongeurs par la structure osseuse de leur crâne. Le masséter médial (un muscle de la mâchoire) traverse partiellement le foramen sous-orbitaire et se connecte à l'os du côté opposé. Ceci, ainsi que leur absence de plaque sous-orbitaire et la taille relative du foramen sous-orbitaire, distingue les hystricognaths des autres groupes de rongeurs.
Les 18 familles des Hystricognathi sont divisées en deux micro-ordres, les Phiomorpha et les Caviomorpha. Les Caviomorpha sont principalement originaires d'Amérique du Sud, avec quelques espèces dans les Caraïbes et en Amérique du Nord, tandis que les Phiomorpha se trouvent dans l'Ancien Monde.

## Comportement
Un comportement de jeu a été observé dans sept familles d'hystricognaths. Les caviomorphes se poursuivent, se battent et galopent. Les espèces aux pattes plus longues chassent plus souvent que les espèces aux pattes plus courtes. Ils font également pivoter la tête et les muscles du corps comme une forme de jeu.

## Classification
Cet infra-ordre a été décrit pour la première fois en 1855 par Johann Friedrich von Brandt (1802-1879), un naturaliste allemand qui fit sa carrière en Russie. Hystricognathi en un taxon qui a été originellement nommé par Tycho Fredrik Hugo Tullberg en 1899 comme tribu classée dans les Glires, puis reclassé comme infra-ordre en 2010 par Coster et al..
Certains auteurs classent cet infra-ordre dans le sous-ordre des Hystricognatha, mais il est plus généralement admis en 2012 de le classer dans celui des Hystricomorpha.

## Liste des familles
Selon ITIS (5 déc. 2012), Mammal Species of the World (version 3, 2005)  (5 déc. 2012) et NCBI (5 déc. 2012) :
- micro-ordre Phiomorpha
  - famille Bathyergidae Waterhouse, 1841 - des rats-taupes 
  - famille Diatomyidae Mein & Ginsburg, 1997 - le kha-nyou - selon ITIS, inconnu de MSW, syn. de Laonastidae selon NCBI
  - famille Hystricidae Fischer de Waldheim, 1817 - Porcs-épics de l'ancien monde
  - famille Petromuridae Tullberg, 1899 - rat des rochers 
  - famille Thryonomyidae Pocock, 1922 - aulacode

- micro-ordre Caviomorpha
  - super-famille Erethizontoidea
    - famille Erethizontidae Bonaparte, 1845 - Porcs-épics du nouveau monde

  - super-famille Cavioidea
    - famille Caviidae Fischer de Waldheim, 1817 - les cobayes, maras et capibaras
    - famille Hydrochaeridae - le capybara - seulement pour NCBI
    - famille Cuniculidae Miller & Gidley, 1918 - les pacas
    - famille Dinomyidae Peters, 1873 - le Pacarana
    - famille Dasyproctidae Bonaparte, 1838 - acouchis et agoutis

  - super-famille Octodontoidea
    - famille Octodontidae Waterhouse, 1840 - octodons, chozchoz, coruro, rat-viscache roux d'Argentine et des rats des rochers 
    - famille Echimyidae Gray, 1825 - des rats épineux 
    - famille Capromyidae Smith, 1842 - ou hutias
    - famille Ctenomyidae Lesson, 1842 - ou Tuco-tuco
    - famille Myocastoridae Ameghino, 1902 - le Ragondin

  - super-famille Chinchilloidea
    - famille Chinchillidae Bennett, 1833 - les chinchillas et les viscaches
    - famille Abrocomidae Miller & Gidley, 1918 - ou rats-chinchillas

- familles éteintes
  - † famille Heptaxodontidae Anthony, 1917 - hutias géants (éteints) - inconnu de NCBI

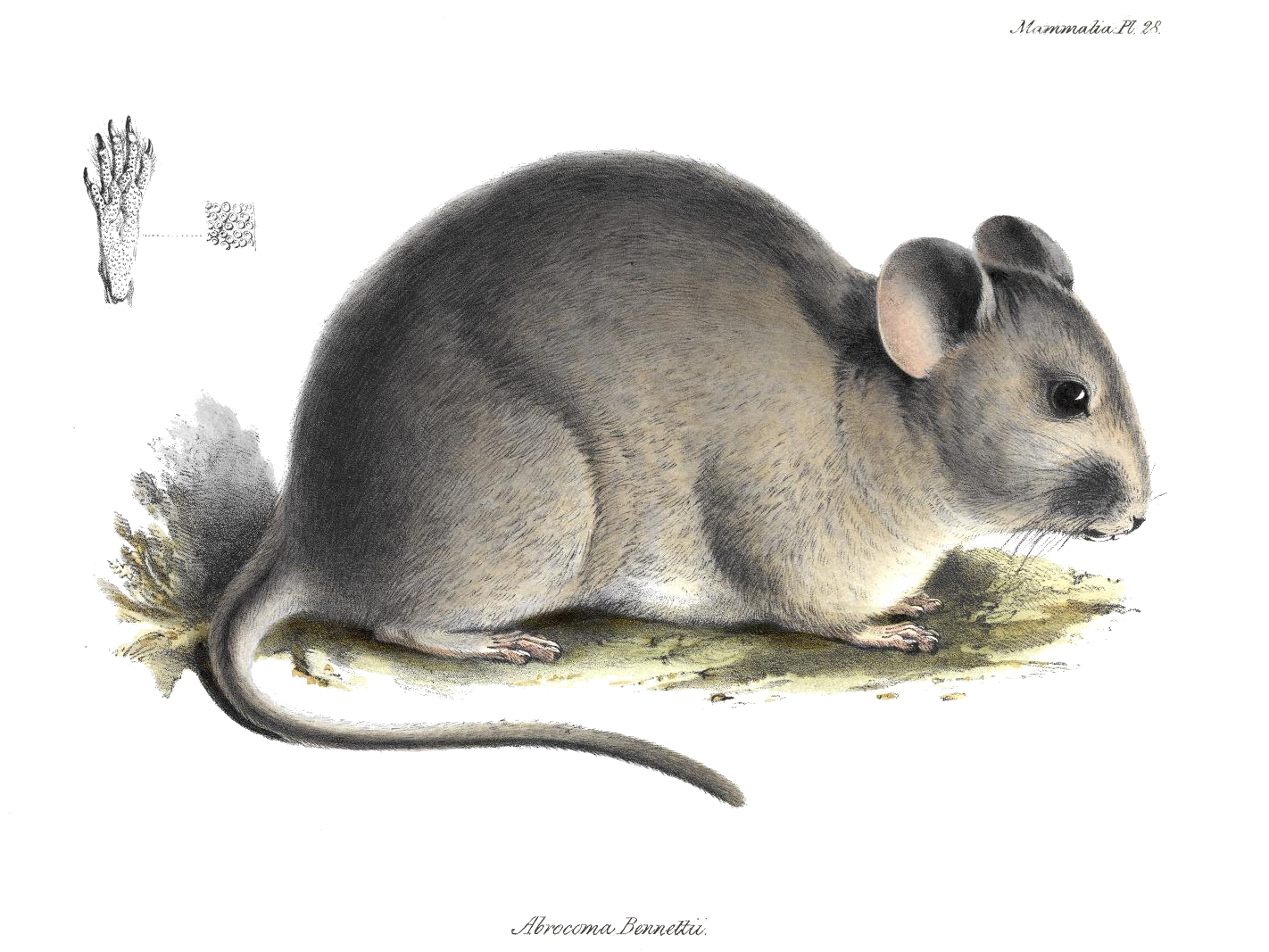
Abrocoma bennettii (Abrocomidae)
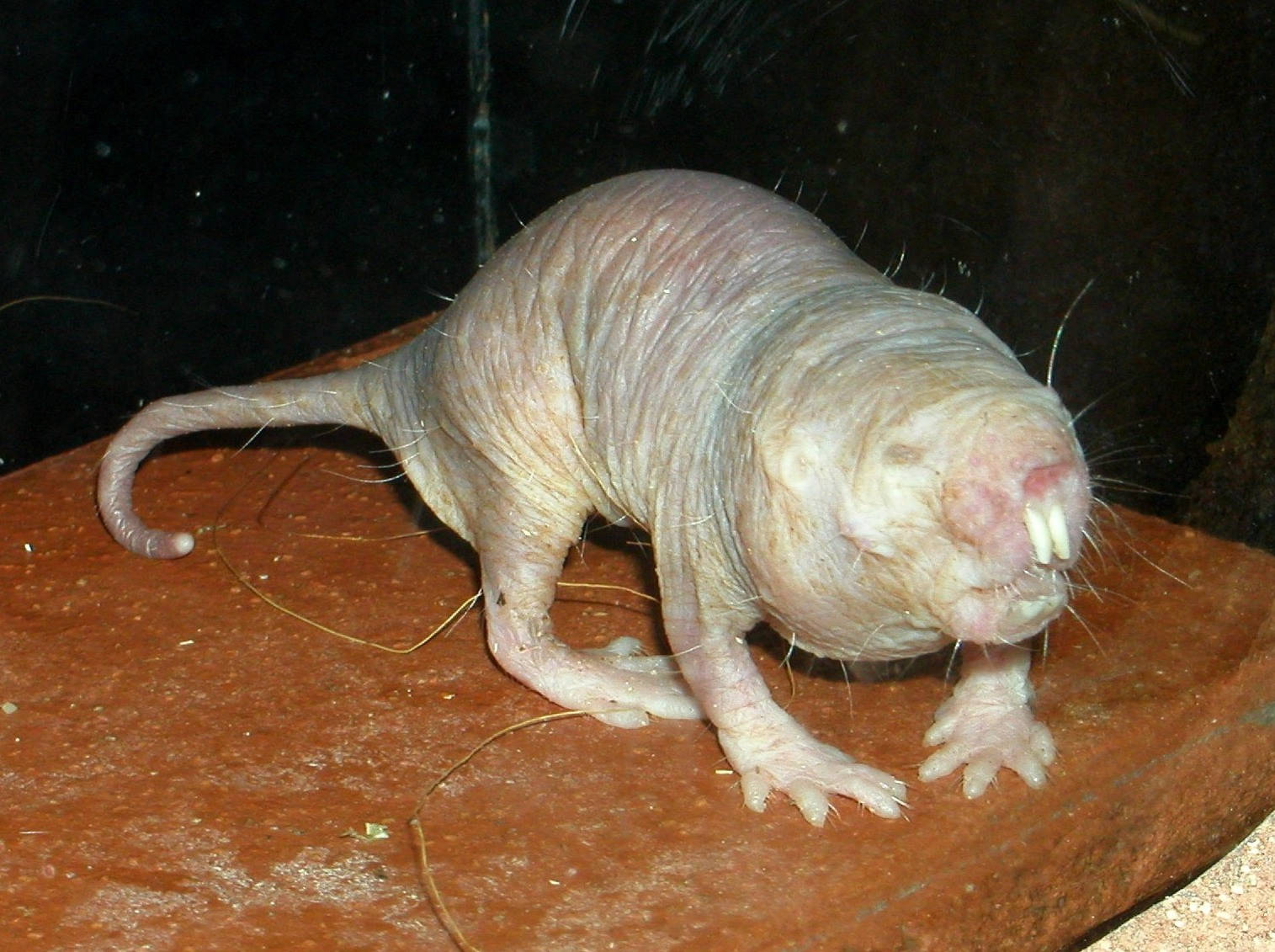
Heterocephalus glaber (Bathyergidae)
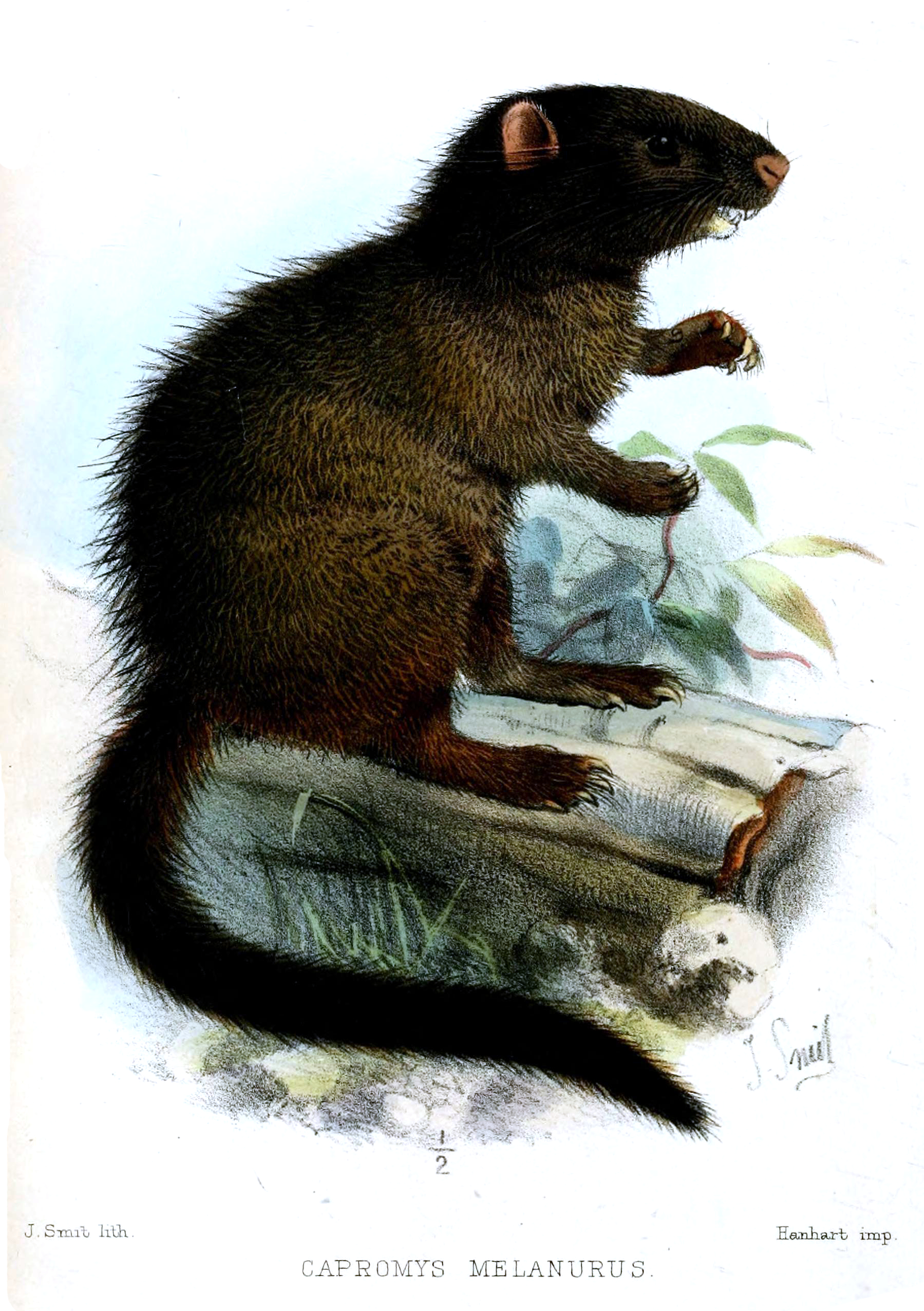
Mesocapromys melanurus (Capromyidae)
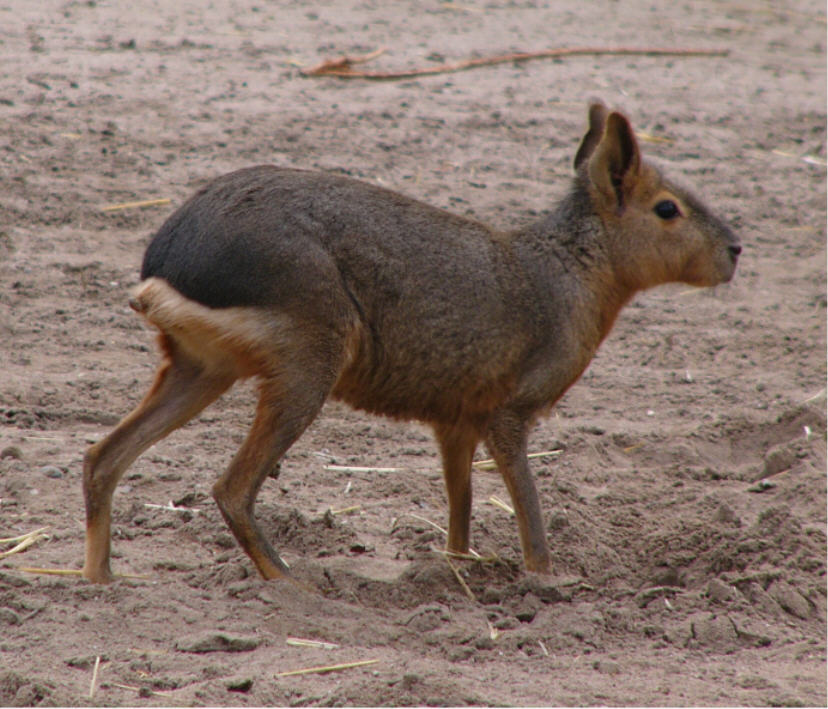
Dolichotis patagonum (Caviidae)
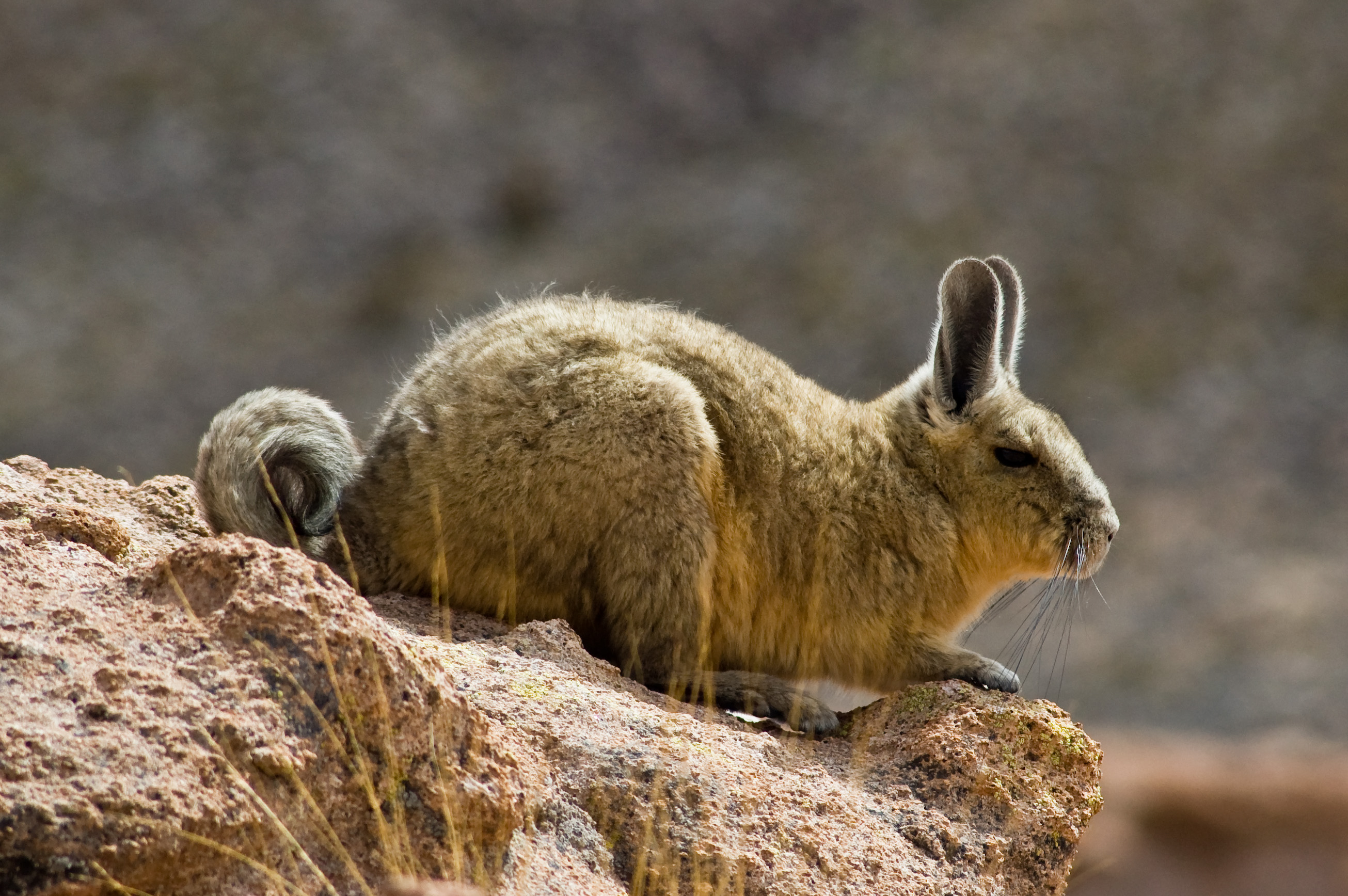
Lagidium viscacia (Chinchillidae)
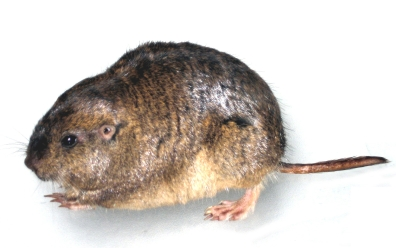
Ctenomys haigi (Ctenomyidae)
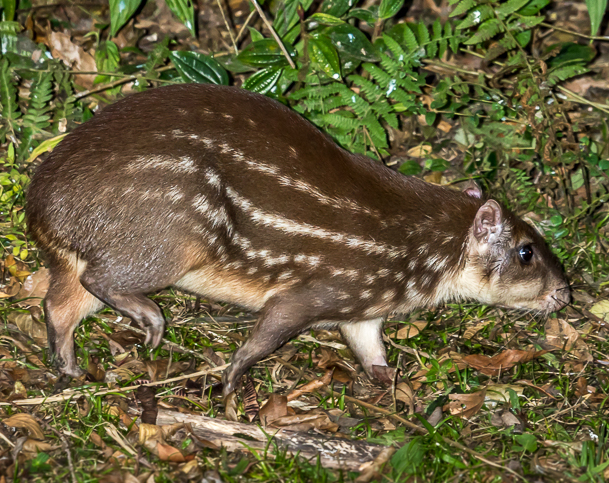
Cuniculus paca (Cuniculidae)
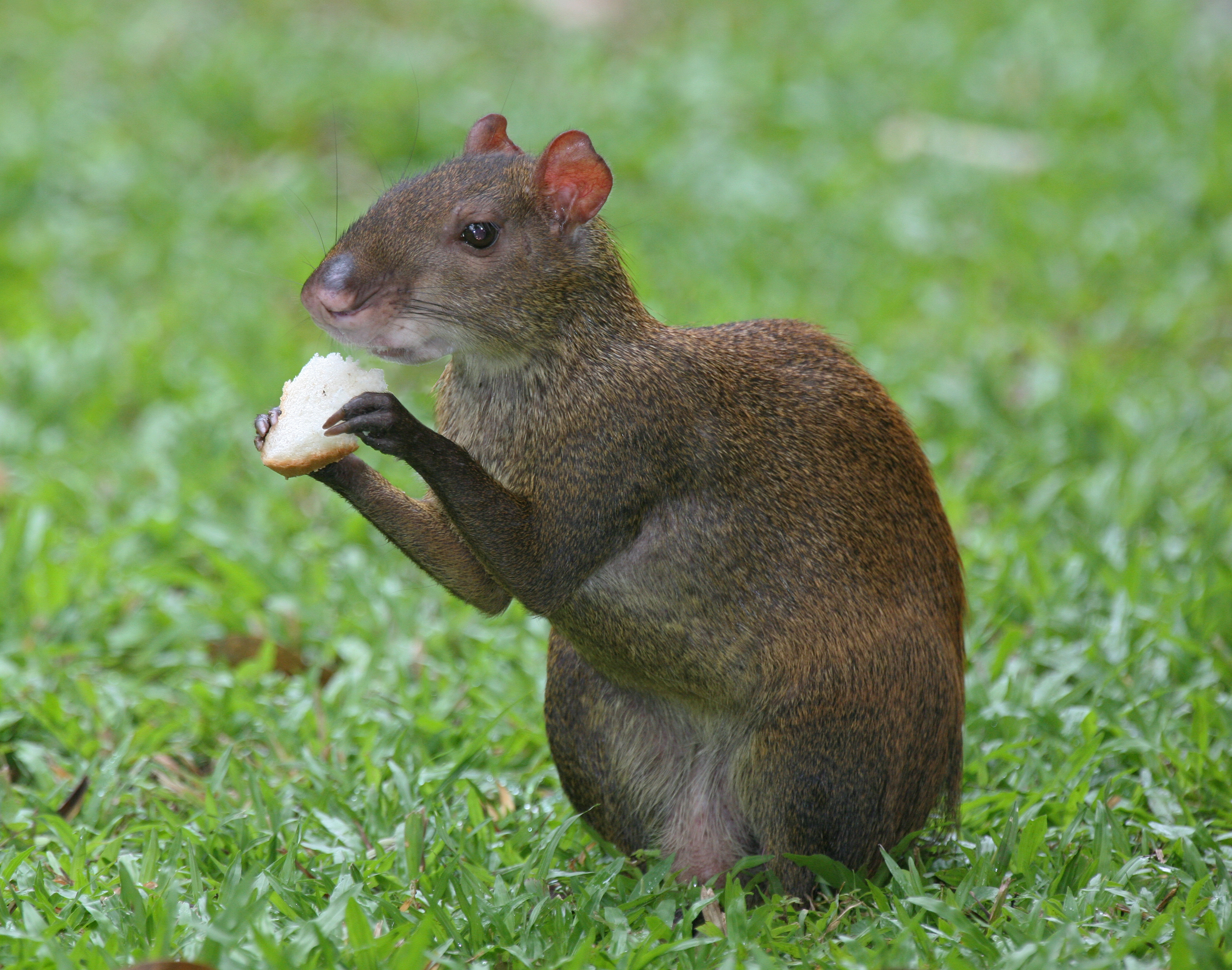
Dasyprocta punctata (Dasyproctidae)
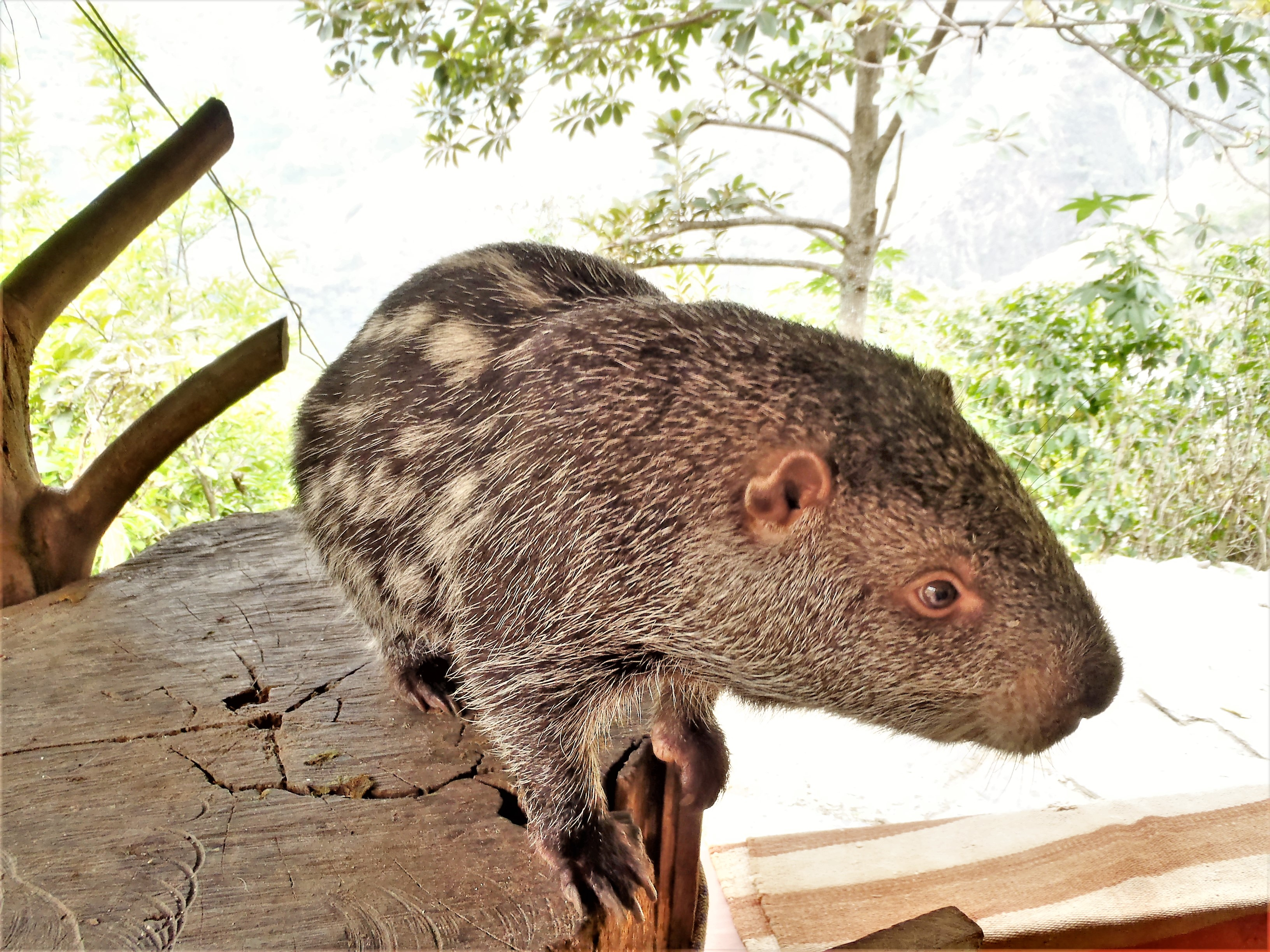
Dinomys branickii (Dinomyidae)
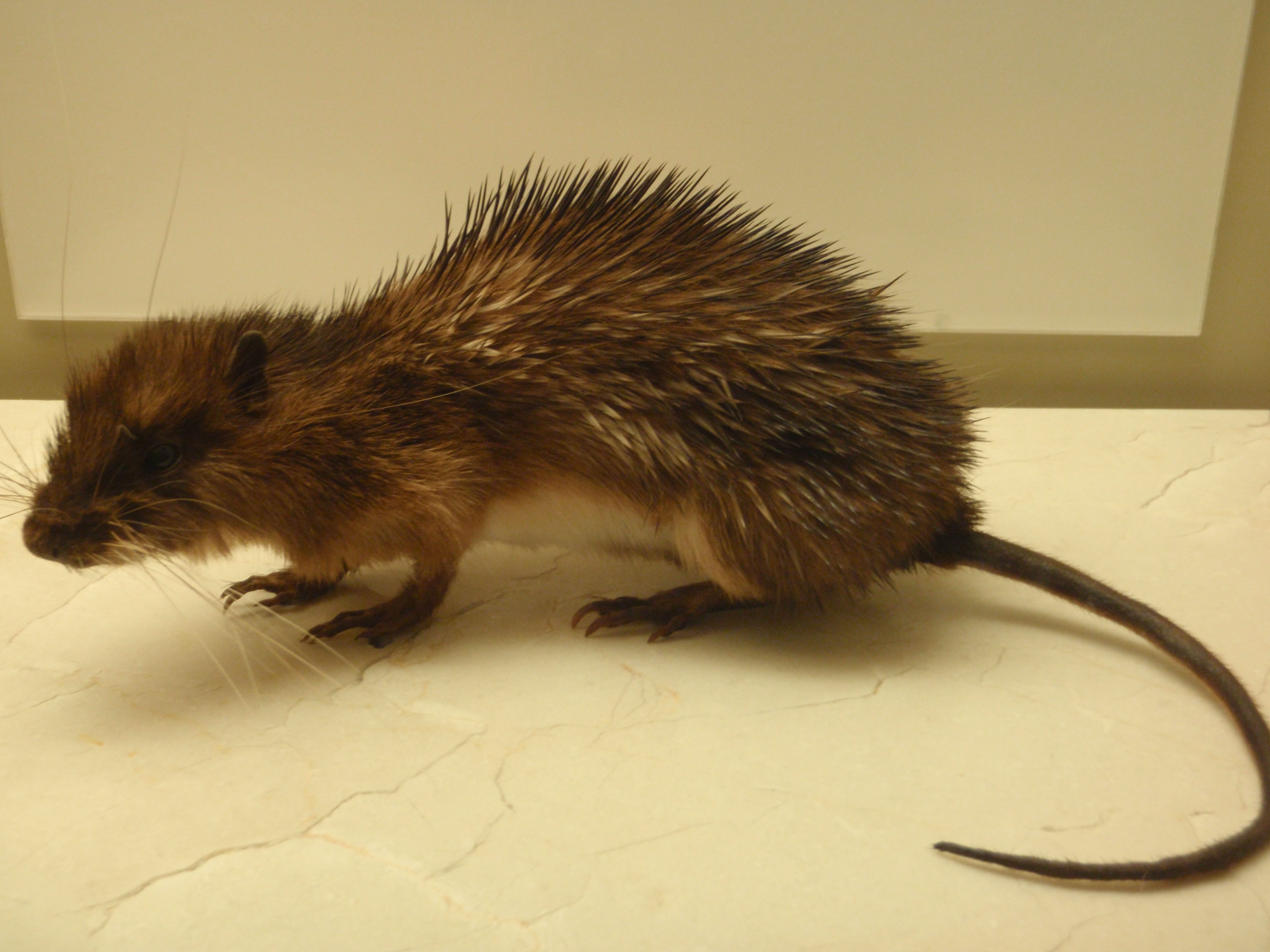
Hoplomys gymnurus (Echimyidae)
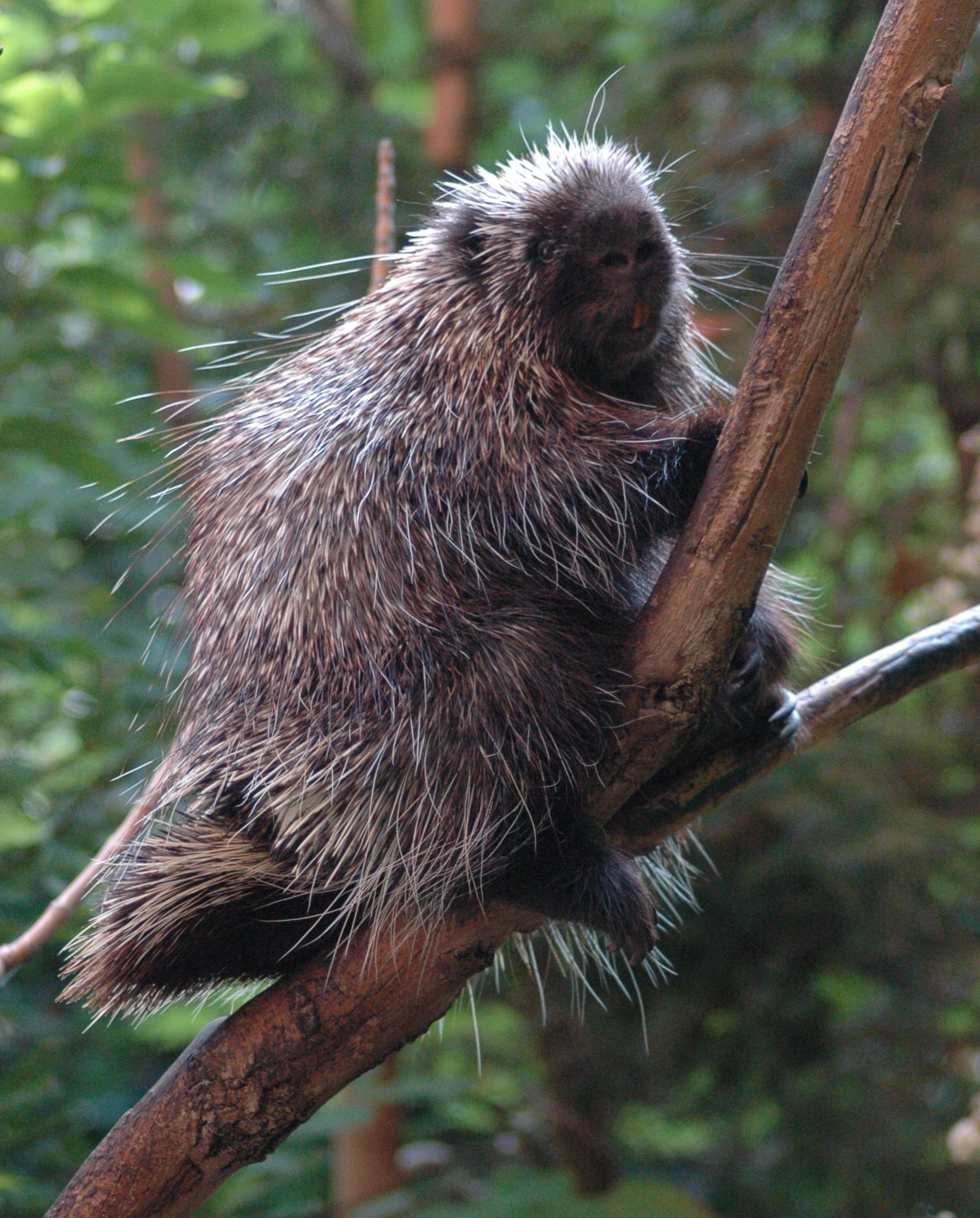
Erethizon dorsata (Erethizontidae)
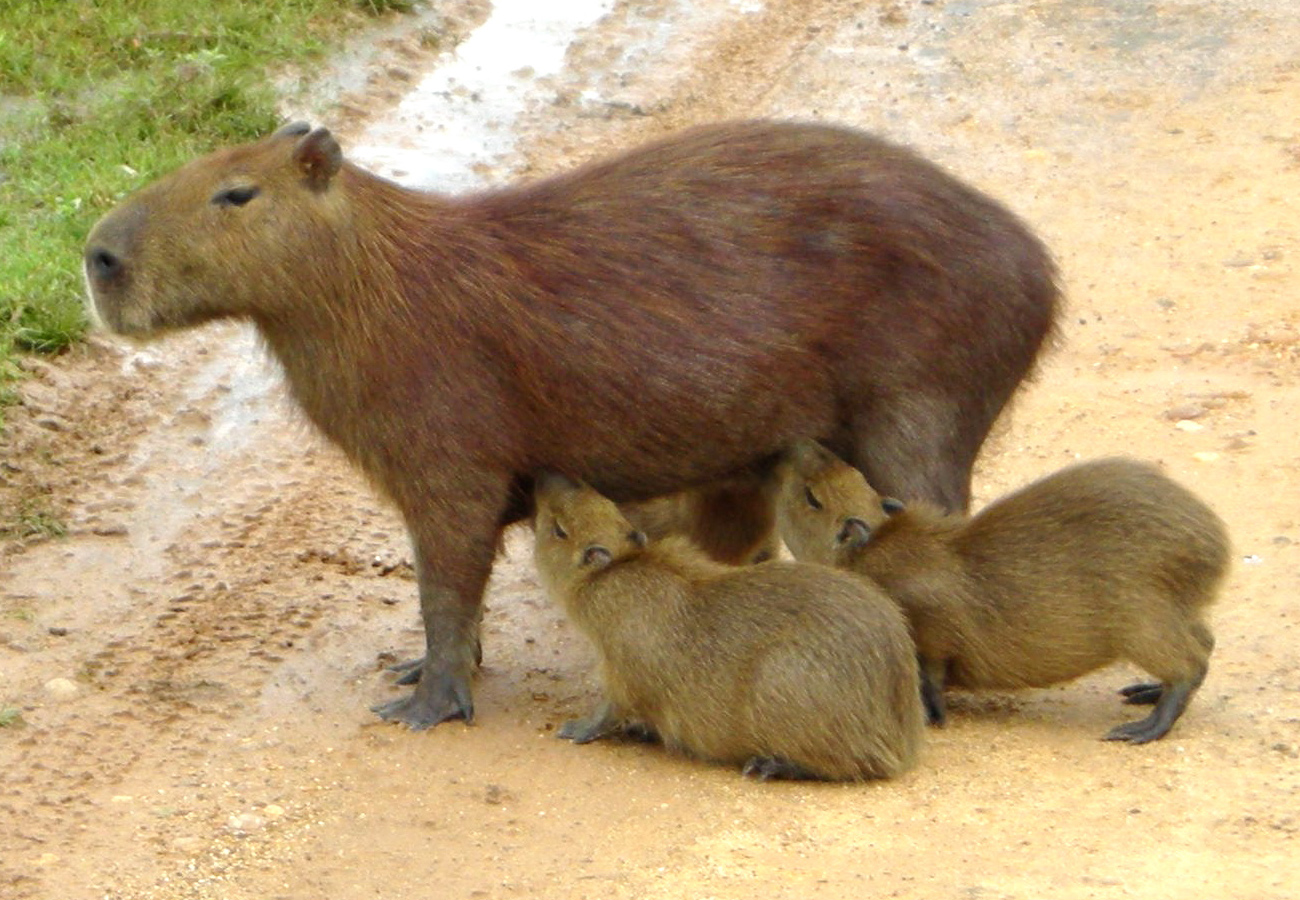
Hydrochoerus hydrochaeris (Hydrochaeridae)
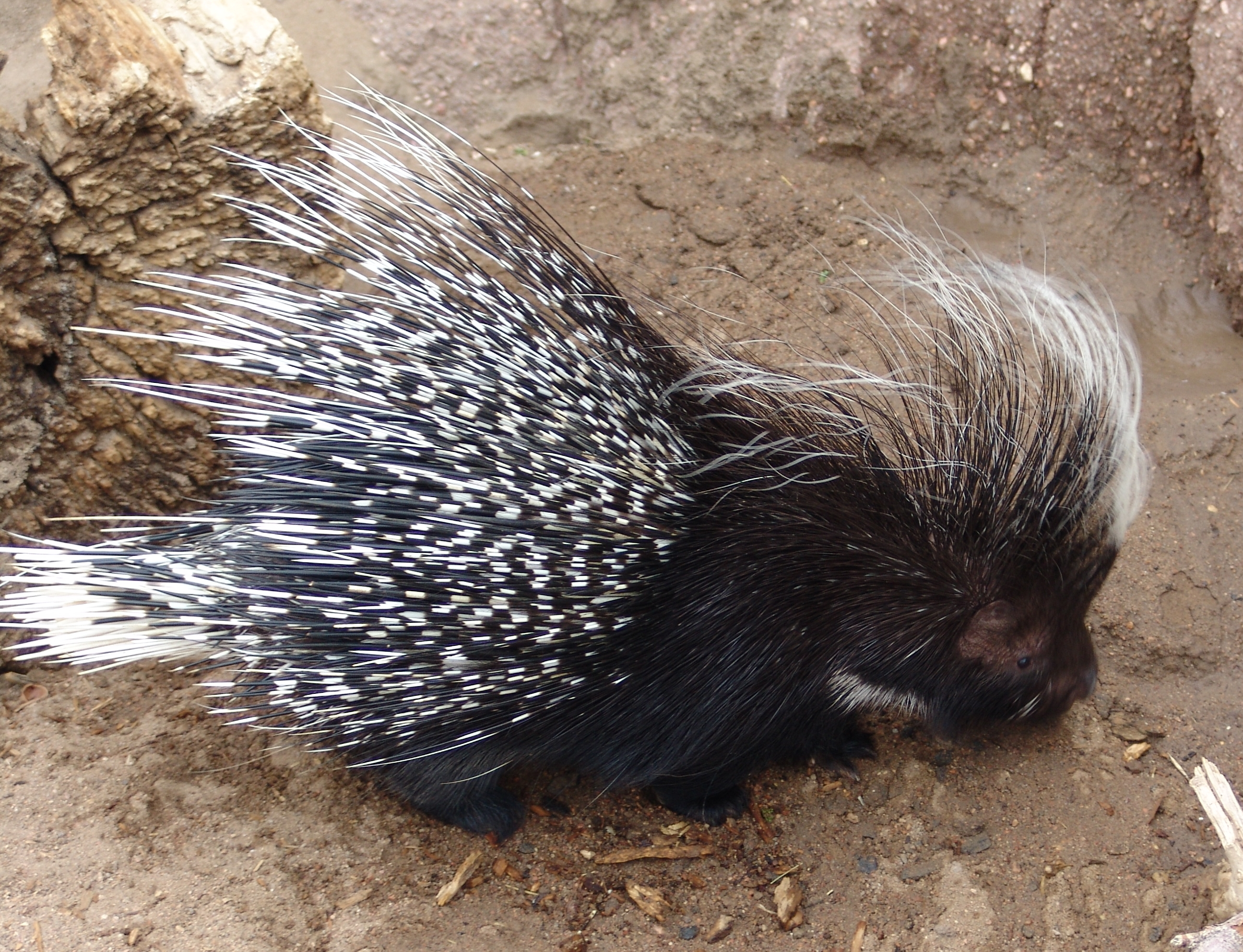
Hystrix cristata (Hystricidae)
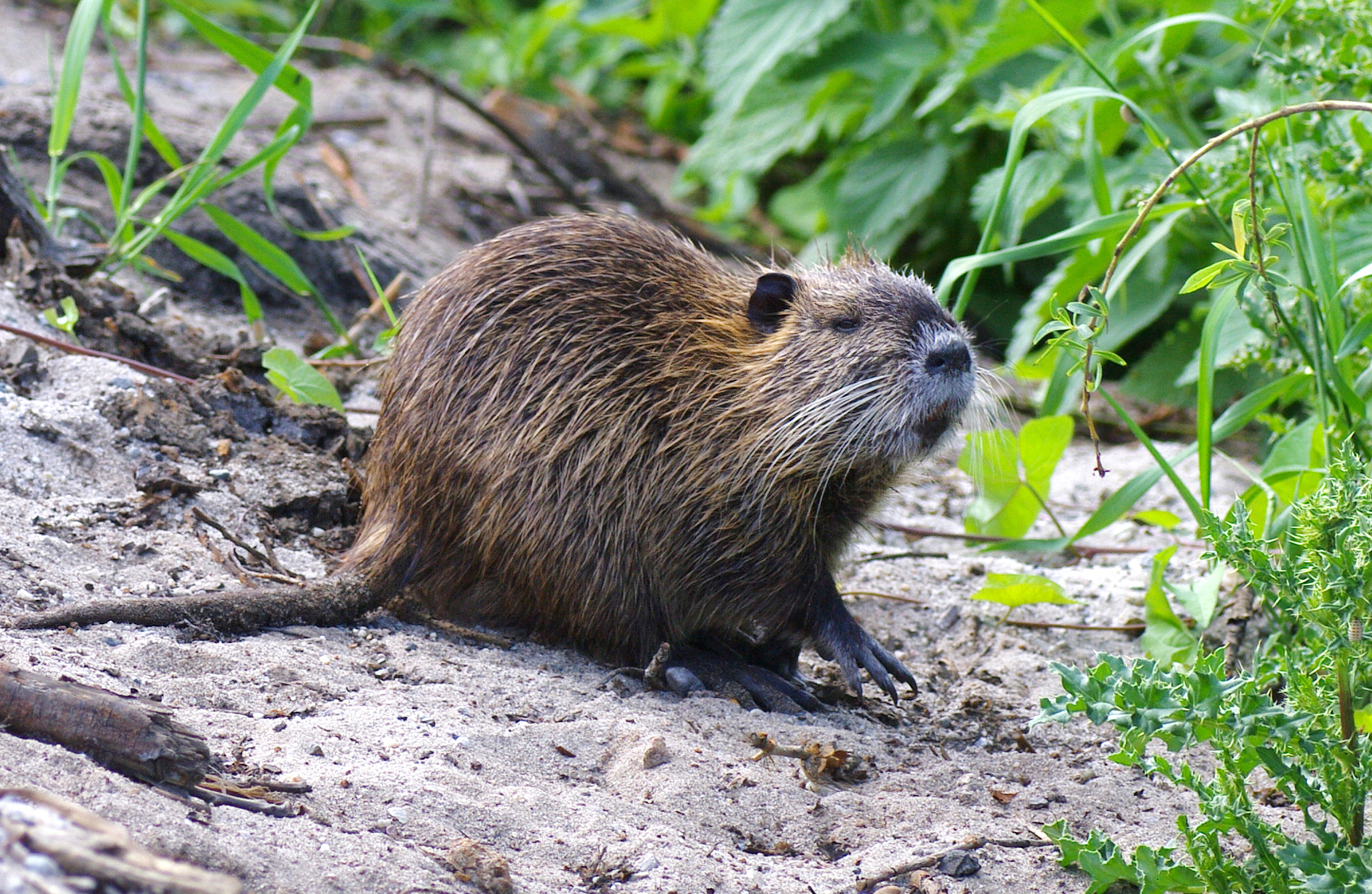
Myocastor coypus (Myocastoridae)
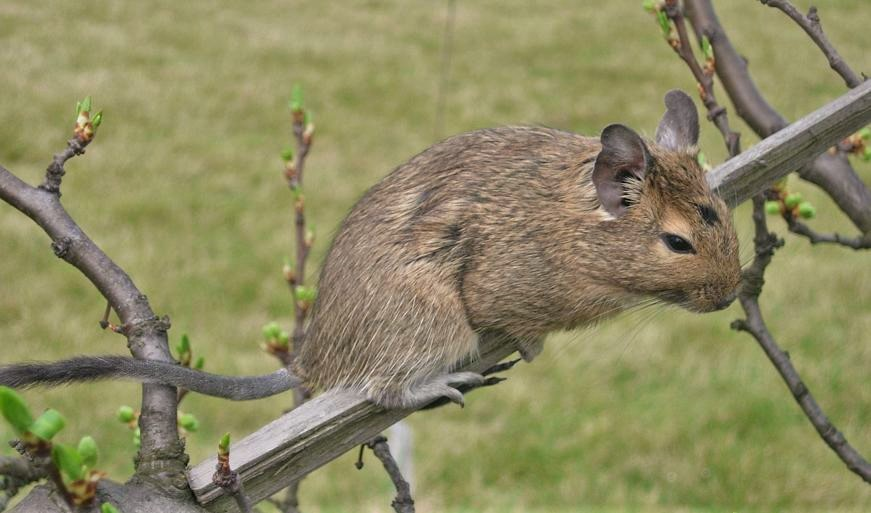
Octodon degus (Octodontidae)
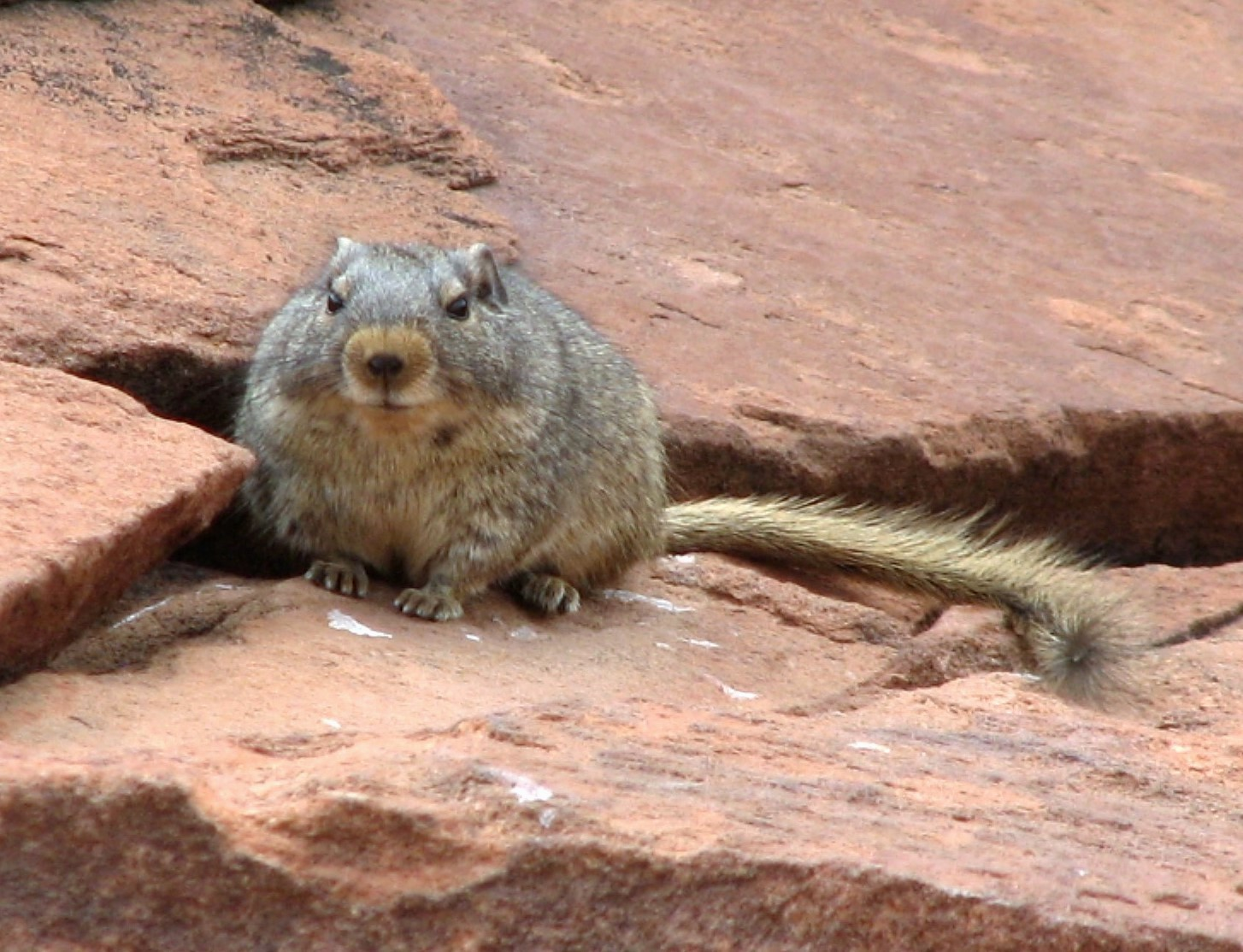
Petromus typicus (Petromuridae)
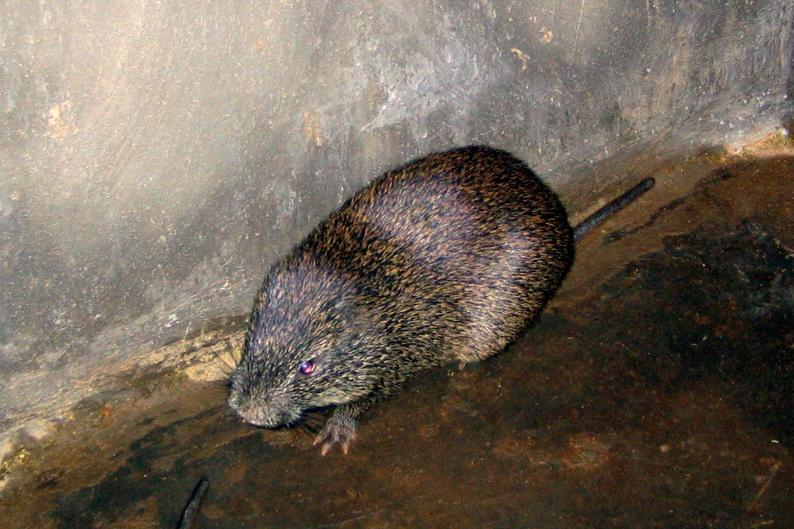
Thryonomys swinderianus (Thryonomyidae)